# Albatana
Albatana er en by og kommune i det sydøstlige Spanien i provinsen Albacete. Den har et indbyggertal på 663 (2024) indbyggere.